# Operador linear limitado
Em matemática e, em especial, em análise funcional um operador linear limitado é uma transformação linear {\displaystyle T:X\longrightarrow Y} entre espaços vetoriais topológicos {\displaystyle X} e {\displaystyle Y} que aplica subconjuntos limitados de {\displaystyle X} em subconjuntos limitados de {\displaystyle Y}. Em particular, se {\displaystyle X} e {\displaystyle Y} são espaços normados, então {\displaystyle T} é limitado se, e somente se, existe {\displaystyle M>0}  tal que
{\displaystyle \|Tx\|_{Y}\leq M\|x\|_{X},\ \forall x\in X.}

## Em espaços vetoriais normados
Seja {\displaystyle T:X\to Y\,} uma transformação linear entre espaços normados {\displaystyle X} e {\displaystyle Y} . Então {\displaystyle T}  é um operador linear limitado se existe  {\displaystyle M>0}  tal que
{\displaystyle \|Tx\|_{Y}\leq M\|x\|_{X},\ \forall x\in X.}
Denotamos por {\displaystyle {\mathcal {L}}(X,Y)} o espaço vetorial de todos os operadores lineares limitados de  {\displaystyle X} em {\displaystyle Y}. Define-se a norma de um operador linear limitado por
{\displaystyle \|T\|_{{\mathcal {L}}(X,Y)}:=\sup _{\stackrel {x\in X}{x\neq 0}}{\frac {\|Tx\|_{Y}}{\|x\|_{X}}}.}
Pode-se provar que se {\displaystyle T\in {\mathcal {L}}(X,Y)}, então
{\displaystyle \|T\|_{{\mathcal {L}}(X,Y)}=\sup _{\stackrel {x\in X}{\|x\|\leq 10}}\|Tx\|_{Y}=\sup _{\stackrel {x\in X}{\|x\|=1}}\|Tx\|_{Y}.}
Proposição — Seja {\displaystyle T:X\longrightarrow Y} um operador linear entre espaços normados. Então as seguintes afirmações são equivalentes:
1. {\displaystyle T} é limitada.
2. {\displaystyle T} é  uniformemente contínuo.
3. {\displaystyle T} é contínuo na origem.

({\displaystyle 1\Rightarrow 2}) Dado {\displaystyle \varepsilon >0}, se {\displaystyle x,y\in X}, então
{\displaystyle \|Tx-Ty\|_{Y}=\|T(x-y)\|_{Y}\leq M\|x-y\|_{X}.}
Portanto, basta tomar {\displaystyle \delta <{\frac {\varepsilon }{M}}} que temos a continuidade uniforme.
({\displaystyle 2\Rightarrow 3}) É óbvio.
({\displaystyle 3\Rightarrow 1}) Como {\displaystyle T} é contínuo na origem, existe {\displaystyle \delta >0} tal que 
{\displaystyle \|Tx\|_{Y}<1,} sempre que {\displaystyle \|x\|_{X}<\delta .}
Com isso, dado {\displaystyle x\neq 0}, tome {\displaystyle y={\frac {x}{2\|x\|_{X}}}\delta }. Assim, {\displaystyle \|y\|_{X}<\delta /2} e consequentemente
{\displaystyle \|Ty\|_{Y}<1\Rightarrow \left\|T\left({\frac {x}{2\|x\|_{X}}}\delta \right)\right\|_{Y}<1\Rightarrow {\frac {\delta }{2\|x\|_{X}}}\|Tx\|_{Y}<1.}
Donde, {\displaystyle \|Tx\|_{Y}<{\frac {2}{\delta }}\|x\|_{X}.} Logo, {\displaystyle T} satisfaz a definição de limitado com a constante {\displaystyle M=2/\delta .}
Por causa deste resultado, usamos a nomenclatura operador linear limitado e operador linear contínuo indistintamente.

### Propriedades
- Se {\displaystyle X} é um espaço normado e {\displaystyle Y} é um espaço de Banach, então {\displaystyle {\mathcal {L}}(X,Y)} também é um espaço de Banach.

- {\displaystyle {\mathcal {L}}(X,\mathbb {R} )} é chamado de dual topológico de {\displaystyle X} e é denotado simplesmente por {\displaystyle X^{\ast }.}[nota 1]

- Dados {\displaystyle x^{\ast }\in X^{\ast }} e {\displaystyle x\in X}, constuma-se usar a notação {\displaystyle \langle x^{\ast },x\rangle _{X^{\ast },X}}, ou simplesmente {\displaystyle \langle x^{\ast },x\rangle }, ao invés de  {\displaystyle x^{\ast }(x)}.

- Se {\displaystyle X\,} é um espaço de dimensão finita, então todo operador linear é limitado

- Se {\displaystyle X\,} é um espaço de dimensão infinita, então o axioma da escolha garante a existência de operadores lineares não limitados definidos em todo o espaço.

- Todo operador linear limitado é fechado.